# Meistaraflokkur (1948)
Sezon 1948 był 37. sezonem o mistrzostwo Islandii. Drużyna Fram nie obroniła tytułu mistrzowskiego, zdobyła go natomiast drużyna KR, zdobywając w trzech meczach pięć punktów. Ze względu na brak systemu ligowego żaden zespół nie spadł ani nie awansował po sezonie.

## Drużyny
Po sezonie 1947 nie nastąpiły żadne zmiany w składzie ligi, w wyniku czego w sezonie 1948 w rozgrywkach Meistaraflokkur wzięło udział pięć zespołów. Jednak po dwóch przegranych meczach z rozgrywek wycofał się zespół Akraness, w związku z czym jego wyniki zostały anulowane, a zespół nie został uwzględniony w tabeli końcowej.
| Uczestnicy poprzedniej edycji                                                                                 | Uczestnicy poprzedniej edycji | Uczestnicy poprzedniej edycji | Uczestnicy poprzedniej edycji |
| --- | ----------------------------- | ----------------------------- | ----------------------------- |
| FRA | Fram                          | 1                             |                               |
| VAL | Valur                         | 2                             |                               |
| KRE | KR                            | 3                             |                               |
| VÍR | Víkingur Reykjavík            | 4                             |                               |
| ÍA | Akraness                      | 5                             |                               |
| Oznaczenia: - kolumna pierwsza – skróty nazw drużyn, - kolumna trzecia – miejsce zajęte w poprzednim sezonie. |                               |                               |                               |

## Tabela
| Lp. | Drużyna            | M | Z | R | P | Bramki | Bramki | +/– | Pkt |
| --- | ------------------ | - | - | - | - | ------ | ------ | --- | --- |
| 1   | KR (M)             | 3 | 2 | 1 | 0 | 7      | 1      | +6  | 5   |
| 2   | Víkingur Reykjavík | 3 | 1 | 2 | 0 | 5      | 4      | +1  | 4   |
| 3   | Valur              | 3 | 1 | 0 | 2 | 5      | 9      | −4  | 2   |
| 4   | Fram               | 3 | 0 | 1 | 2 | 3      | 6      | −3  | 1   |

## Wyniki
| Gospodarz \ Gość   | ÍA  | FRA | KRE | VAL | VÍR |
| Akraness           |     |     |     | 0:3 |     |
| Fram               | 3:1 |     |     | 2:3 |     |
| KR                 |     | 2:0 |     |     | 1:1 |
| Valur              |     |     | 0:4 |     | 2:3 |
| Víkingur Reykjavík |     | 1:1 |     |     |     |

Źródło: Knattspyrnusamband Íslands (isl.)
Objaśnienia:
1Drużyna gospodarzy jest wymieniona po lewej stronie tabeli.
Kolory: zielony – zwycięstwo gospodarzy, żółty – remis, różowy – zwycięstwo gości.